# Octagon Theatre

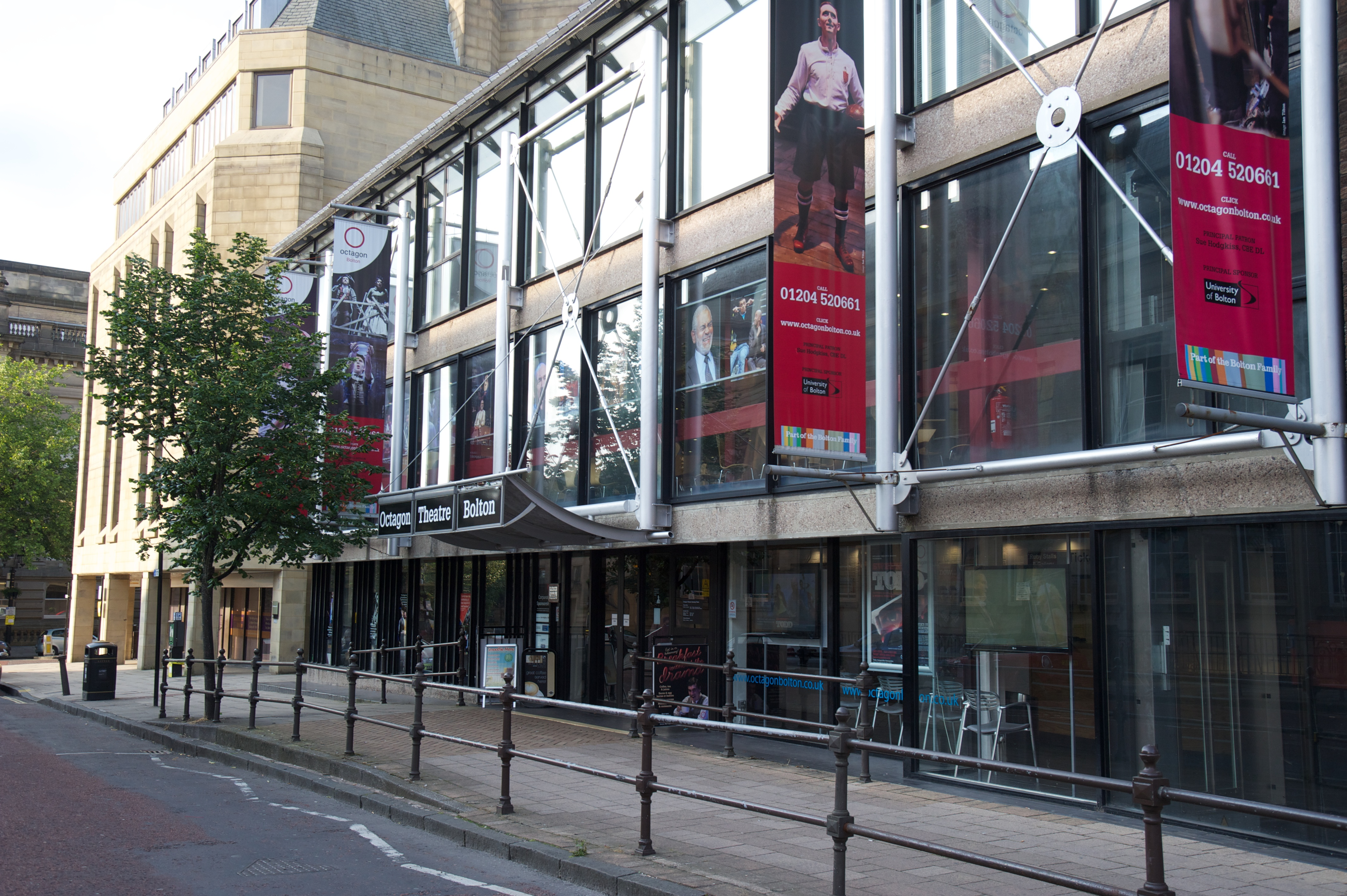

Das Octagon Theatre ist ein Theater in Bolton, Greater Manchester. Es hat etwa 300 bis 400 Sitzplätze im Hauptsaal.

## Geschichte
Das Octagon Theatre war eines der ersten Theater im Nordwesten Englands, das nach dem Ersten Weltkrieg eröffnet wurde. Erdacht von einem Universitätsdozenten und seinen Studenten wurde das Projekt in Angriff genommen und am 27. November 1967 von Margaret, Countess of Snowdon eröffnet. 